# Carex boelckeiana
Espèce
Classification phylogénétique
Carex boelckeiana est une espèce de plantes du genre Carex et de la famille des Cyperaceae.